# 1887 aux États-Unis
Pour des articles plus généraux, voir Chronologie des États-Unis et 1887.
Chronologie des États-Unis
- 1883
- 1884
- 1885
- 1886
- 1887
- 1888
- 1889
- 1890
- 1891

Cette page concerne des événements d'actualité qui se sont produits durant l'année 1887 du calendrier grégorien aux États-Unis.

## Événements
- 4 février : Interstate Commerce Act. Le Congrès adopte une loi sur le commerce inter-État : une commission fédérale de contrôle dénonce les ententes entre compagnie ferroviaires, qui ne pourront plus se mettre d’accord pour maintenir les tarifs de fret élevés préjudiciable aux agriculteurs du Midwest.
- 8 février : vote du Dawes Severalty Act, qui réorganise les réserves indiennes en prévoyant l’attribution à chaque famille d’un lot de 64 hectares. Cette mesure autoritaire a pour objectif de transformer les Indiens en agriculteurs sédentaires, tous en réduisant à néant leurs institutions traditionnelles (propriété collective). Les Indiens possèdent alors 140 millions d’acres de terres (50 millions, cinquante ans plus tard).
- 3 mars : le Congrès reporte le Tenure of Office Act de 1867, qui enlevait au président le droit de révoquer un ministre dont la nomination était approuvée par le Sénat. En restaurant ce droit de démettre des fonctionnaires fédéraux, le Congrès offre une victoire politique au président Grover Cleveland.
- Mai : répression violente par la police d’une grève des conducteurs de tramway à New York.
- 6 juin : dépôt de la marque Coca-Cola[1].
- 20 juin : les États-Unis établissent à Pearl Harbor (Hawaï) un dépôt de charbon pour ravitailler la marine.
- 17 - 21 septembre : convention du Socialist Labor Party, qui reste groupusculaire.
- 1er novembre : grève de dix mille coupeurs de canne à sucre de Louisiane qui exigent une augmentation de salaire de 50 cents. Payés 65 cents par jour, ils ne perçoivent la plupart du temps que des bons d’achat valable dans les magasins des plantations. La milice mettra fin à la grève à la fin du mois.
- 11 novembre : Black Friday, jour où sont exécutés quatre des huit anarchistes arrêtés après les évènements de Haymarket Square, à Chicago.
- Décembre : attaques de Grover Cleveland contre le tarif douanier. Il propose la révision à la baisse sur les importations les plus nécessaires. Le problème se double d’une question financière : les revenus des douanes s’entassent dans les coffres du Trésor, gelant dangereusement une partie croissante de la masse monétaire. Certains proposent de remettre cet argent en circulation sous forme de pensions versées aux anciens combattants, de subventions ou de grands travaux portuaires. Cleveland préfère frapper l’excèdent à la source. Le projet rédigé sous son impulsion par la Chambre des Représentants est trop favorable aux intérêts sudistes et est refusé par le Sénat.